# Локницька сільська рада
Локни́цька сільська́ ра́да — колишній орган місцевого самоврядування в Зарічненському районі Рівненської області. Адміністративний центр — село Локниця.

## Загальні відомості
- Локницька сільська рада утворена в 1945 році.
- Територія ради: 76,672 км²
- Населення ради: 1 591 особа (станом на 2001 рік)
- Територією ради протікають річки Веселуха і Кухчанка.

## Населені пункти
Сільській раді підпорядковані населені пункти:
- с. Локниця
- с. Храпин

## Склад ради
Рада складалася з 16 депутатів та голови.
- Голова ради: Кушнерук Віктор Флорович
- Секретар ради: Палій Ірина Михайлівна

### Керівний склад попередніх скликань
| Прізвище, ім'я, по батькові | Основні відомості                                                                                  | Дата обрання | Дата звільнення |
| --------------------------- | -------------------------------------------------------------------------------------------------- | ------------ | --------------- |
| Кушнерук Віктор Флорович    | Сільський голова, 1959 року народження, освіта вища, член Всеукраїнського об'єднання «Батьківщина» | 26.03.2006   | 31.10.2010      |
| Кушнерук Віктор Флорович    | Сільський голова, 1959 року народження, освіта вища, безпартійний                                  | 31.10.2010   |                 |

Примітка: таблиця складена за даними сайту Верховної Ради України